# Muksar
Muksar (nepalski: मुक्सर) – gaun wikas samiti we wschodniej części Nepalu w strefie Sagarmatha w dystrykcie Siraha. Według nepalskiego spisu powszechnego z 2001 roku liczył on 623 gospodarstw domowych i 3733 mieszkańców (1775 kobiet i 1958 mężczyzn).